# إبراهيم آل علي
إبراهيم آل علي لاعب كرة قدم سعودي يلعب كظهير أيسر.

## مسيرة اللاعب
بدأ في نادي الطائي و أعير إلى نادي اللواء في صيف 2023.